# Tremont (Pennsilvània)
Tremont és una població dels Estats Units a l'estat de Pennsilvània. Segons el cens del 2000 tenia 1.784 habitants.

## Demografia
Segons el cens del 2000, Tremont tenia 1.784 habitants, 695 habitatges, i 442 famílies. La densitat de població era de 894,6 habitants per quilòmetre quadrat.
Dels 695 habitatges en un 26,8% hi vivien nens de menys de 18 anys, en un 49,2% hi vivien parelles casades, en un 10,1% dones solteres, i en un 36,4% no eren unitats familiars. En el 30,5% dels habitatges hi vivien persones soles el 17,6% de les quals corresponia a persones de 65 anys o més que vivien soles. El nombre mitjà de persones vivint en cada habitatge era de 2,36 i el nombre mitjà de persones que vivien en cada família era de 2,95.
Per edats la població es repartia de la següent manera: un 20,5% tenia menys de 18 anys, un 7,6% entre 18 i 24, un 24,4% entre 25 i 44, un 23,3% de 45 a 60 i un 24,3% 65 anys o més.
L'edat mediana era de 43 anys. Per cada 100 dones de 18 o més anys hi havia 82,2 homes.
La renda mediana per habitatge era de 30.167$ i la renda mediana per família de 35.326$. Els homes tenien una renda mediana de 31.542$ mentre que les dones 20.395$. La renda per capita de la població era de 14.698$. Entorn del 9,5% de les famílies i el 13,1% de la població estaven per davall del llindar de pobresa.

## Poblacions properes
El següent diagrama mostra les poblacions més properes.